# Saint-Victor (Québec)
Pour les articles homonymes, voir Saint-Victor.
Saint-Victor est une municipalité du Québec située dans la MRC de Beauce-Centre en plein cœur de la Beauce, dans la Chaudière-Appalaches. Sa superficie est de 120,9 km² et sa population de 2 313 habitants. Sa devise est S'unir pour bâtir.

## Toponymie
Elle est nommée en l'honneur du Pape Victor Ier. 

## Histoire
Saint-Victor a célébré en 2002 le 150e anniversaire de son érection canonique.

### Chronologie
- 1er janvier 1864 : Érection de la municipalité de Saint Victor de Tring.
- 1er mars 1870 : La municipalité change son nom pour Saint-Victor de Tring.
- 1er mars 1922 : Érection du village de Saint-Victor-de-Tring.
- 19 février 1955 : Le village de Saint-Victor-de-Tring devient le village de Saint-Victor.
- 15 mars 1969 : La municipalité de Saint-Victor de Tring devient la municipalité de Saint-Victor-de-Tring.
- 31 décembre 1996 : Fusion de la municipalité de Saint-Victor-de-Tring et du village de Saint-Victor pour former la municipalité de Saint-Victor.

### Origines
La colonisation s'amorce au début du XIXe siècle dans le canton de Tring, proclamé en 1804. La colonisation connait une importante progression entre 1834 et 1838 sur la portion du territoire de la future paroisse de Saint-Victor-de-Tring. Le peuplement est effectué par des gens provenant des paroisses avoisinantes de Saint-François (Beauceville) et de Saint-Joseph-de-Beauce; quelques-uns venaient des seigneuries de Lauzon et de Bellechasse.
La municipalité du township de Tring est créée en 1845, abolie en 1847, puis rétablie en 1855. Elle est scindée en 1864 pour former les municipalités de Saint-Victor-de-Tring et de Saint-Éphrem-de-Tring. Saint-Victor-de-Tring reprend la dénomination de la paroisse catholique fondée en 1848 et canoniquement érigée en 1852, par suite de son détachement de Saint-François-de-Beauce et d'une partie des cantons de Tring et de Broughton. Le nom choisi rappelle que la construction de la chapelle a commencé un 28 juillet, fête de saint Victor (Pape Victor Ier).

### Scission et fusion
Le 1er mars 1922, Saint-Victor-de-Tring se scinde en deux municipalités distinctes, soit le village et la paroisse. Originellement désignée Saint-Victor-de-Tring, la municipalité de village prendra la dénomination de Saint-Victor en 1955. L'actuelle municipalité de Saint-Victor est constituée le 31 décembre 1996 de la fusion des municipalités de Saint-Victor-de-Tring (paroisse) et de Saint-Victor (village).

### Incendies
L'histoire de Saint-Victor a été marquée profondément par six incendies qui détruisirent en grande partie le village en 1897 (dont l'église d'alors), 1916, 1931, 1941, 1948 et 1958.

## Géographie
L'agglomération de Saint-Victor est juchée sur une colline surplombant la petite vallée de la rivière Le Bras Saint-Victor. Le lac Fortin, plus grand lac de la Beauce avec ses 2,2 km de longueur, est bordé de nombreuses résidences et chalets. Le lac aux Cygnes est partagé entre les municipalités de Saint-Victor et Saint-Benoît-Labre. Enfin, on retrouve le petit lac Castor géographiquement situé entre les deux autres lacs. Le territoire victorois est boisé à 55 %.

### Hydrographie
La rivière Prévost-Gilbert coule vers l'est jusqu'à sa confluence, dans le sud-ouest de la municipalité, avec le Bras Saint-Victor qui traverse la municipalité du sud-ouest au nord-est.
La rivière du Cinq coule vers le sud-est jusqu'à sa confluence avec le Bras Saint-Victor dans le sud-ouest de la municipalité.

## Démographie
| 1871  | 1881  | 1891  | 1901  | 1911  | 1921  | 1931  | 1941  |
| ----- | ----- | ----- | ----- | ----- | ----- | ----- | ----- |
| 1 808 | 2 154 | 2 557 | 2 471 | 2 561 | 2 178 | 2 324 | 2 375 |

| 1951  | 1956  | 1961  | 1966  | 1971  | 1976  | 1981  | 1986  |
| ----- | ----- | ----- | ----- | ----- | ----- | ----- | ----- |
| 2 402 | 2 525 | 2 352 | 2 177 | 2 144 | 2 201 | 2 333 | 2 335 |

| 1991  | 1996  | 2001  | 2006  | 2011  | 2016  | 2021  | - |
| ----- | ----- | ----- | ----- | ----- | ----- | ----- | - |
| 2 337 | 2 408 | 2 460 | 2 553 | 2 451 | 2 448 | 2 313 | - |

## Administration
Les élections municipales se font en bloc pour le maire et les six conseillers.
| Saint-Victor Maires depuis 2001                                                                                      |                    |                   |          |
| Élection | Maire              | Qualité           | Résultat |
| 2001 | Jean-Paul Bernard  | Maire depuis 1997 | Voir     |
| 2004 | Pierre Tardif      |                   | Voir     |
| 2005 | Roland Giguère     |                   | Voir     |
| 2009 | Roland Giguère     | Voir              |          |
| 2013 | Jonathan V. Bolduc |                   | Voir     |
| 2017 | Jonathan V. Bolduc | Voir              |          |
| 2021 | Jonathan V. Bolduc | Voir              |          |
| Élection partielle en italique Depuis 2005, les élections sont simultanées dans toutes les municipalités québécoises |                    |                   |          |

## Culture et tourisme
- À la mi-juillet a lieu l'annuel Derby de démolition, dans la cour du Bar Chez Jessie depuis plus de 30 ans.
- Depuis 1978, en juillet de chaque année, se tiennent les Festivités Western.
- La Traversée du Lac Fortin[8] a lieu annuellement à la fin juillet.
- La Course à obstacles est un spectacle automobile amateur en pleine carrière de sable, présenté annuellement à la mi-août.

## Économie
Saint-Victor a connu un grand dynamisme économique au cours des années 1990. Beaucoup d'entreprises destinent leur production à l'exportation vers les États-Unis, la faiblesse du dollar canadien pendant cette période accentuant cette tendance. Mais avec la remontée du dollar canadien au milieu des années 2000 et la fin des barrières tarifaires sur le textile asiatique, certaines entreprises ont dû réduire leur production. Par contre, la construction résidentielle se maintient et la population augmente annuellement.

### Entreprises majeures
- Beauce Eau (marque AquaBeauce) Site officiel - alimentation
- Deflex Composites Site officiel - fibre de verre
- Industries Bernard Site officiel - alimentation
- Lainages Victor Site officiel - textile
- Les produits de l'érable Bolduc Site officiel - alimentation

## Éducation
- Le premier couvent des religieuses de la congrégation du Saint-Cœur-de-Marie est ouvert au village en 1903 et est détruit par un incendie le 6 juin 1931. Un second couvent est bâti en 1932 et est à son tour la proie des flammes lors de l'incendie de 1948. Un troisième couvent est érigé en 1949 et fermera en 1967 lors de la centralisation des écoles.
- Un autre couvent existait dans le secteur de la station. Il est fermé en 1965 (centralisation) et vendu à Lainages Victor Ltée.
- Jadis, à partir de la 6e année, les garçons ne peuvent suivre leurs cours dans les couvents (étant féminins) et sont éduqués dans des maisons privées. En 1957, l'école Champlain est construite pour accueillir les garçons et fermera en 1972 à la suite d'une nouvelle centralisation.
- Le Séminaire du Sacré-Cœur pour les vocations tardives formera plusieurs cohortes de jeunes hommes de 1918 jusqu'en 1975, année de sa fermeture. Il est devenu en 1977 une résidence pour personnes retraitées opérée par la Fondation Aube-Nouvelle jusqu'en 2021.
- Comme ailleurs au Québec, la fermeture progressive des écoles de rangs fit place à une institution unifiée au cours des années 1960 : l'École Centrale accueille ses premiers élèves en janvier 1965. Avec la fermeture du couvent, elle sera agrandie de sept classes et bénie officiellement le 21 août 1967. En 1987, elle prendra le nom d'École Le Tremplin.
- Au même titre que d'autres commissions scolaires locales, la Commission Scolaire de Saint-Victor disparaît comme entité distincte en juillet 1972 pour faire place à la Commission Scolaire de Beauceville[10].

## Transports
- Le territoire de Saint-Victor est traversé par une route provinciale québécoise, la Route 108.
- Un petit aéroport privé se trouve sur le territoire de Saint-Victor, opéré par le Club Aéronautique Doyon Inc.
- De 1892 à 1992, le chemin de fer du Quebec Central dessert Saint-Victor par son tronçon Tring-Mégantic.

## Personnalités

### Originaires de Saint-Victor
- Joseph Bolduc, qui fut maire, agriculteur, directeur dans la compagnie de chemin de fer Quebec Central, marchand, notaire et homme politique fédéral du Québec ainsi que président du Sénat du Canada, est né le 22 juin 1847 et y est décédé le 13 août 1924.
- Luc Lacourcière, folkloriste, écrivain et professeur québécois est né le 18 octobre 1910.
- Noël Lessard, dit Le ramancheur, est né en 1911 et a reçu chez lui des patients venant de partout, certains même des États-Unis, pendant plus de 40 ans[11]. Il est décédé en 1990.
- Arthur Doyon, fils de Gédéon Doyon et de Anna Rodrigue, est né le 15 novembre 1915 et décède à Rouyn-Noranda le 8 septembre 1987. Prospecteur minier et homme d'affaires réputé. Il a entre autres prospecté l'Abitibi: la mine Doyon dite Odyno, alors deuxième producteur d'or au Canada.
- Le major Fernand Rancourt D.F.C. est né le 26 avril 1917, décède à Saint-Georges le 13 février 1991 et est inhumé le 18 février à Saint-Victor. Héros de guerre, le major Rancourt est l’un des rares récipiendaires de tout le Commonwealth de la prestigieuse distinction militaire Distinguished Flying Cross. Pilote de l’Aviation Royale Canadienne, M. Rancourt a engagé une attaque contre un cargo le long de la côte de la Normandie et le 30 mars de la même année a descendu un avion allemand. Fernand Rancourt aurait également coulé un navire allemand en Mer du Nord.
- Normand Lapointe, député libéral fédéral de la circonscription électorale de Beauce de 1980 à 1984, est né le 2 janvier 1939 et y réside toujours.
- Robbert Fortin, poète, peintre et graveur, est né le 14 mars 1946[12].
- Yves Lessard, caricaturiste, est un fils de la paroisse[13].
- Karolin Métivier, patineur artistique, est né le 16 octobre 1986. Il a été membre de l'Équipe du Québec de 2001 à 2009, a participé à sept championnats canadiens et à plusieurs championnats internationaux dont le Japon, le Danemark et les États-Unis. Il a obtenu la deuxième position aux Jeux du Canada de 2002 et a été champion québécois sénior en 2008.

### Résidant ou ayant résidé à Saint-Victor
- L'abbé Léon Provancher, naturaliste, écrivain, éditeur, vulgarisateur scientifique, systématicien et taxinomiste, fut le premier curé de Saint-Victor. Les scientifiques d'aujourd'hui le reconnaissent comme le pionnier des sciences au Canada et un des grands naturalistes nord américains du XIXe siècle[14].
- Caroline Bouchette dite Maxine (1874-1957), auteure québécoise, écrit une partie de ses livres-jeunesse et de ses chroniques historiques au lac Fortin de Saint-Victor. Elle est une précurseure au Québec en abordant ces thèmes littéraires[15].
- Jean-Marc Cormier, écrivain québécois, a vécu à Saint-Victor en 1961 et 1962.
- Pierre Barthe, auteur québécois, réside dans la campagne de Saint-Victor.
- Jérôme Bourque, artiste photographe, réside dans la campagne de Saint-Victor.

## Photos

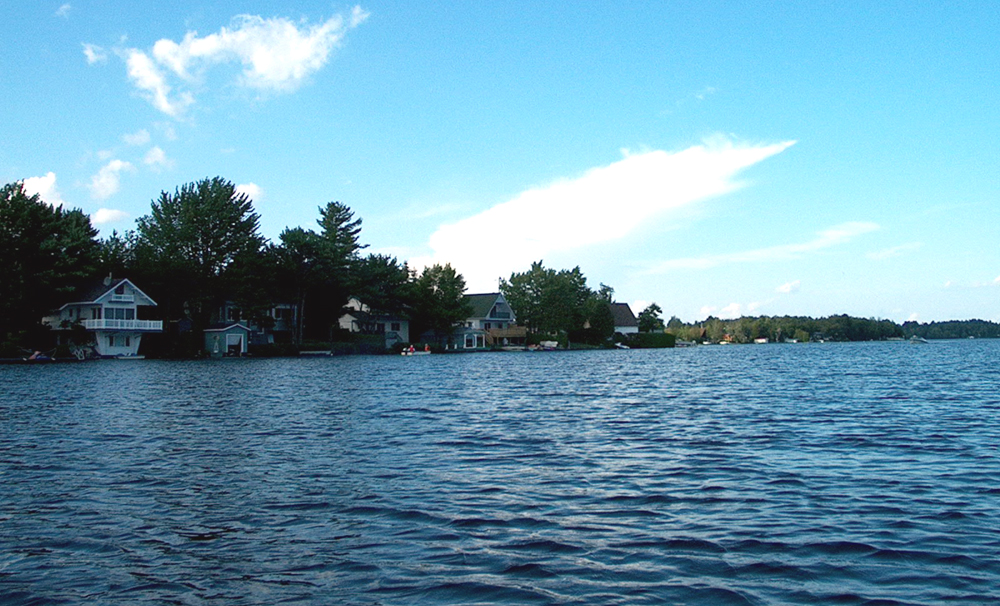
Résidences et chalets au Lac Fortin
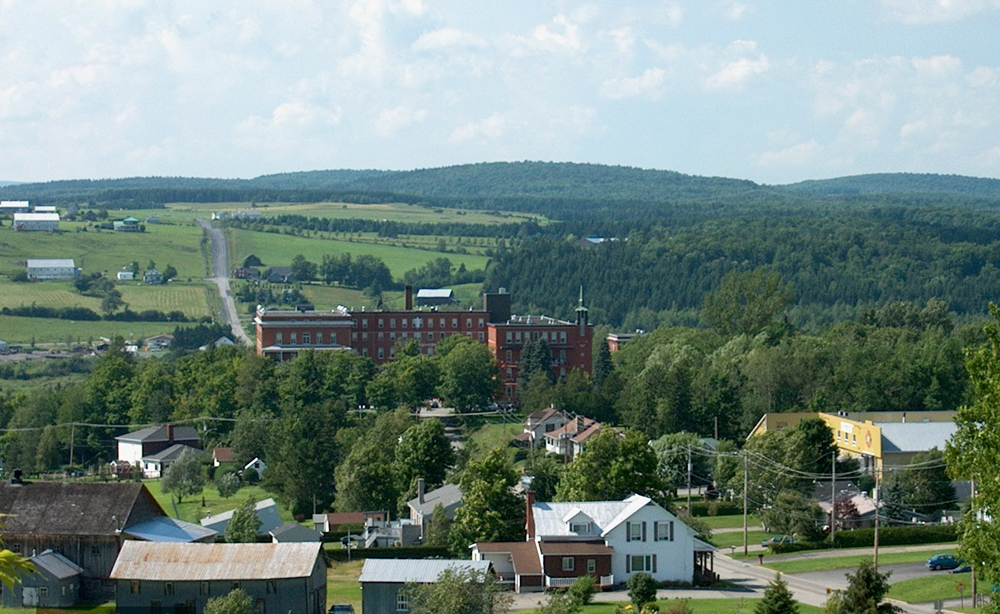
Vallée et Séminaire du Sacré-Cœur
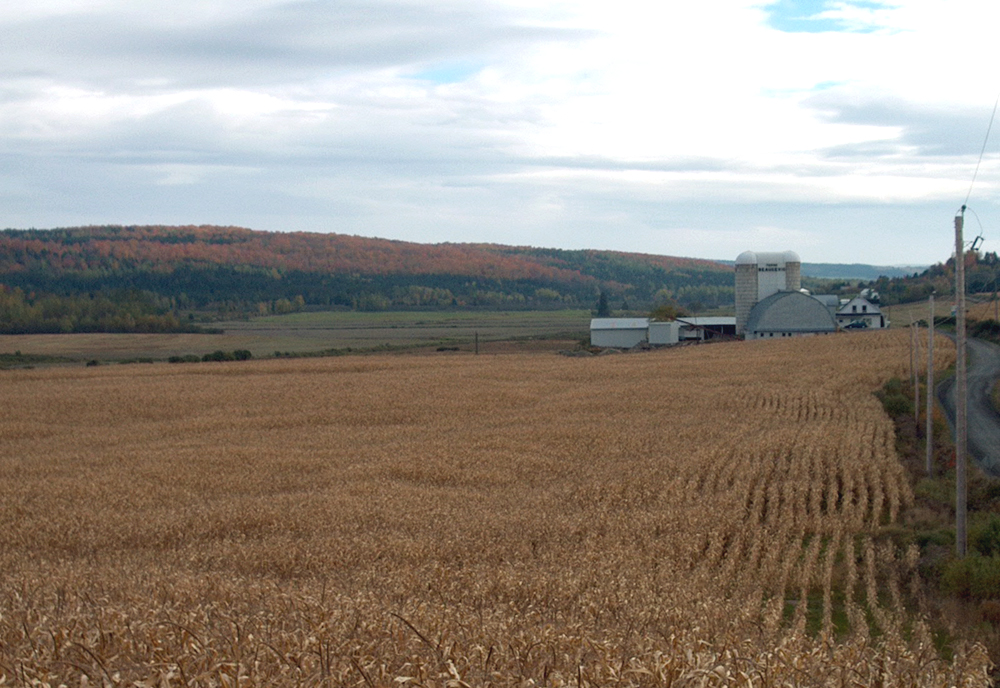
Paysage d'automne (Ferme Beaucevic)
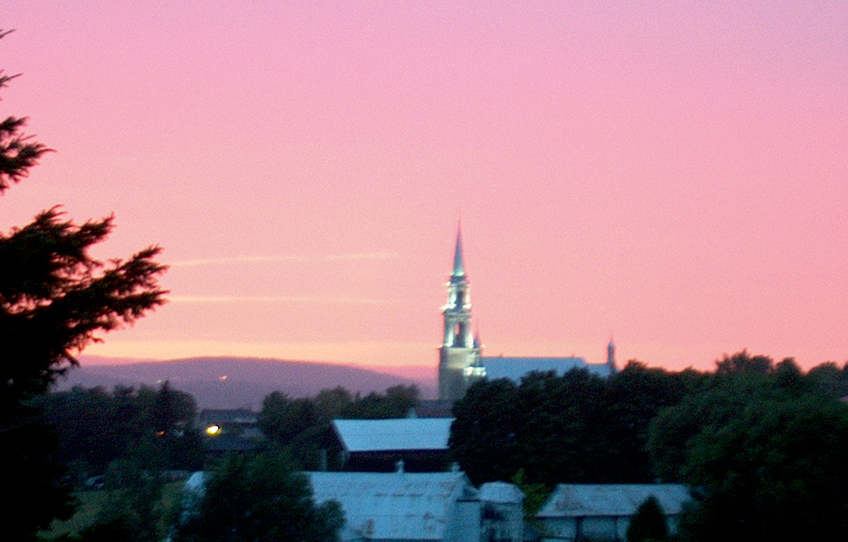
Église au coucher du soleil
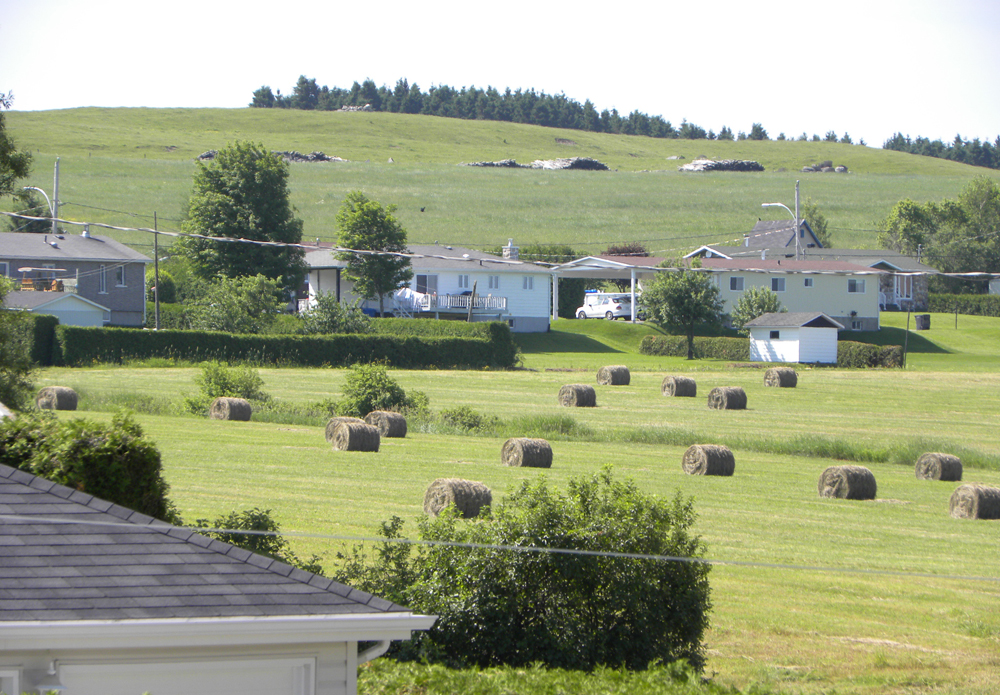
Résidences et agriculture en harmonie
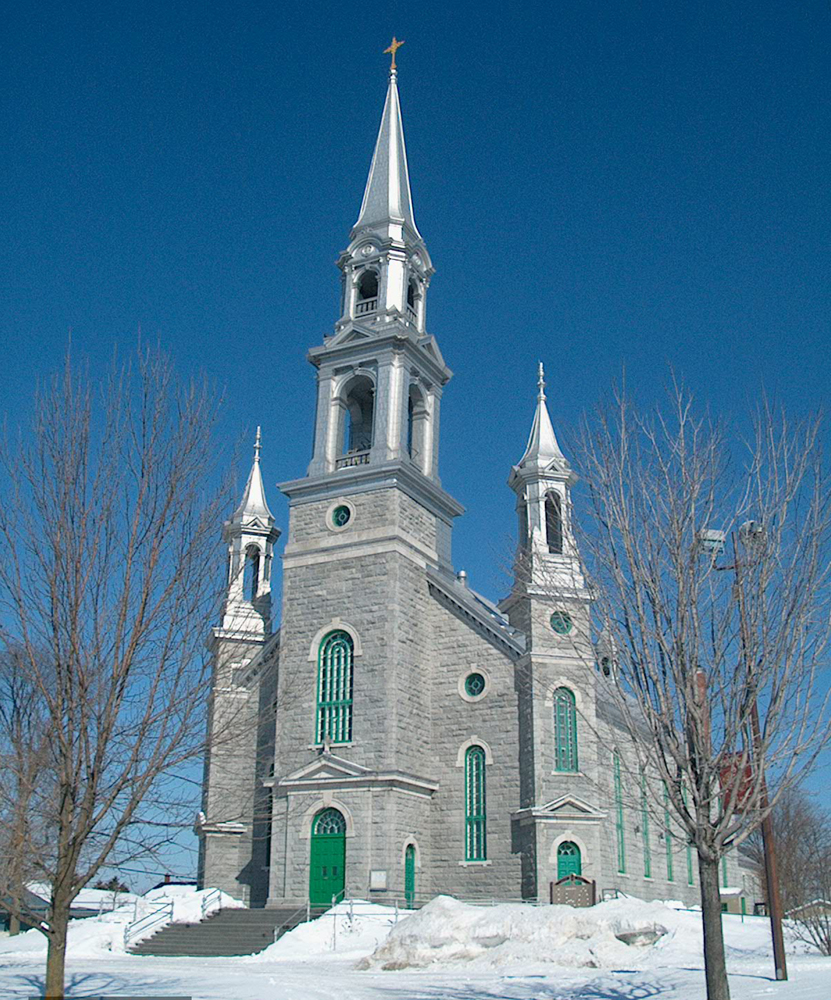
Église en hiver
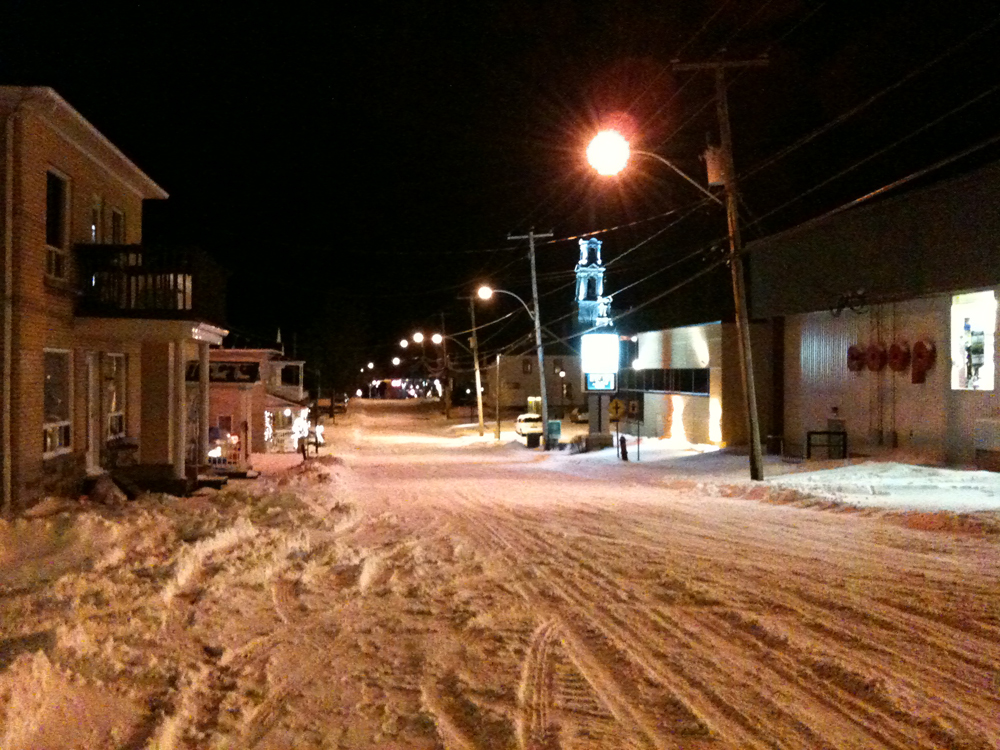
Première neige sur rue Commerciale
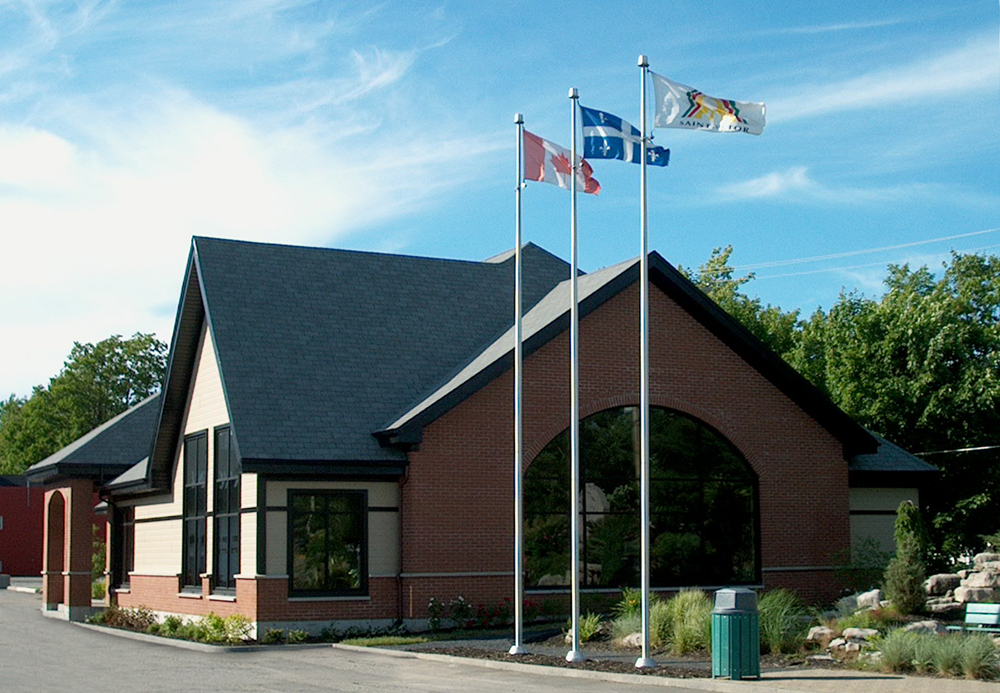
Hôtel de Ville et bibliothèque
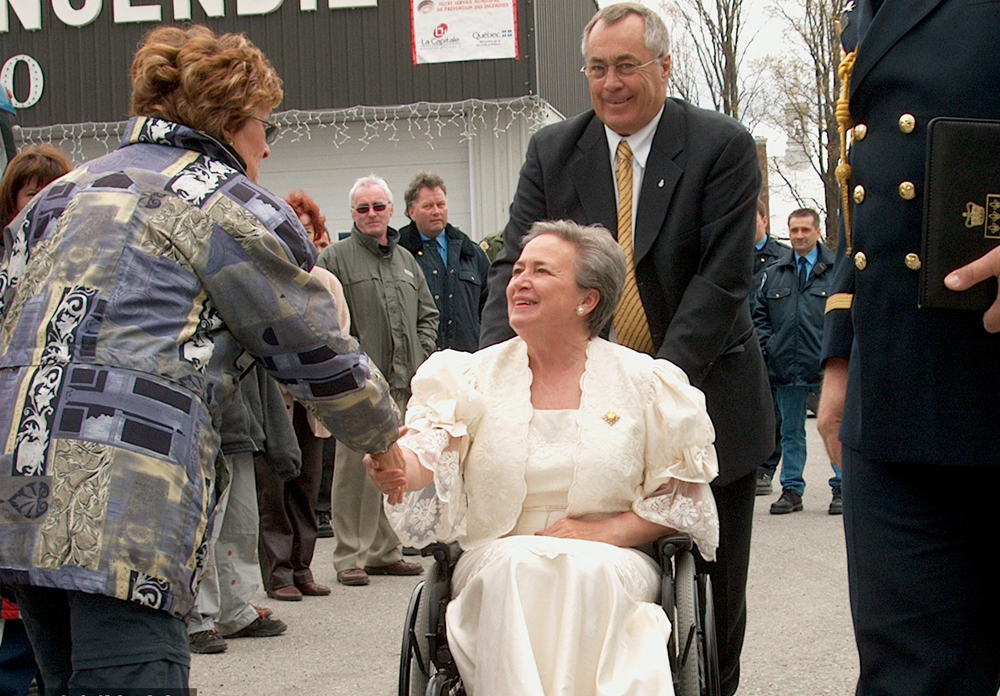
Visite de la lieutenant-gouverneur du Québec, Lise Thibault en 2002
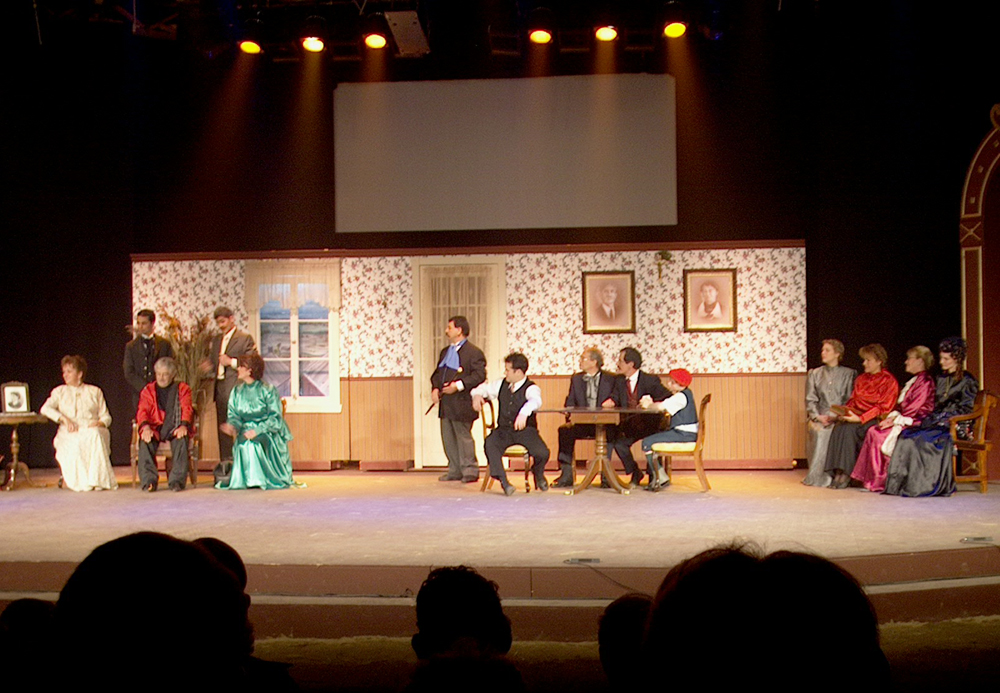
Désir de Vivre présentée lors du 150e de Saint-Victor en 2002
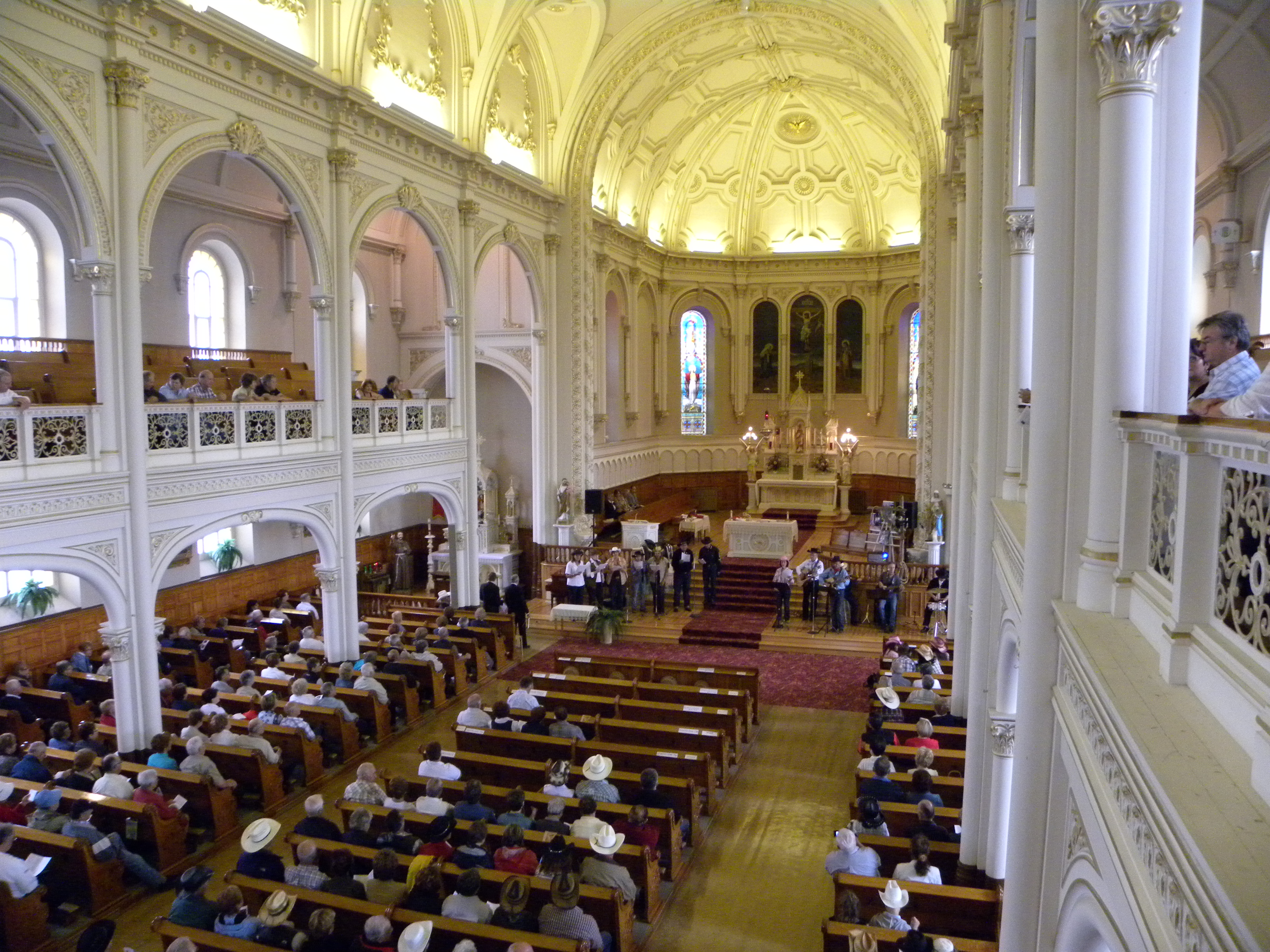
Intérieur de l'église Saint-Victor pendant la Messe Western 2009
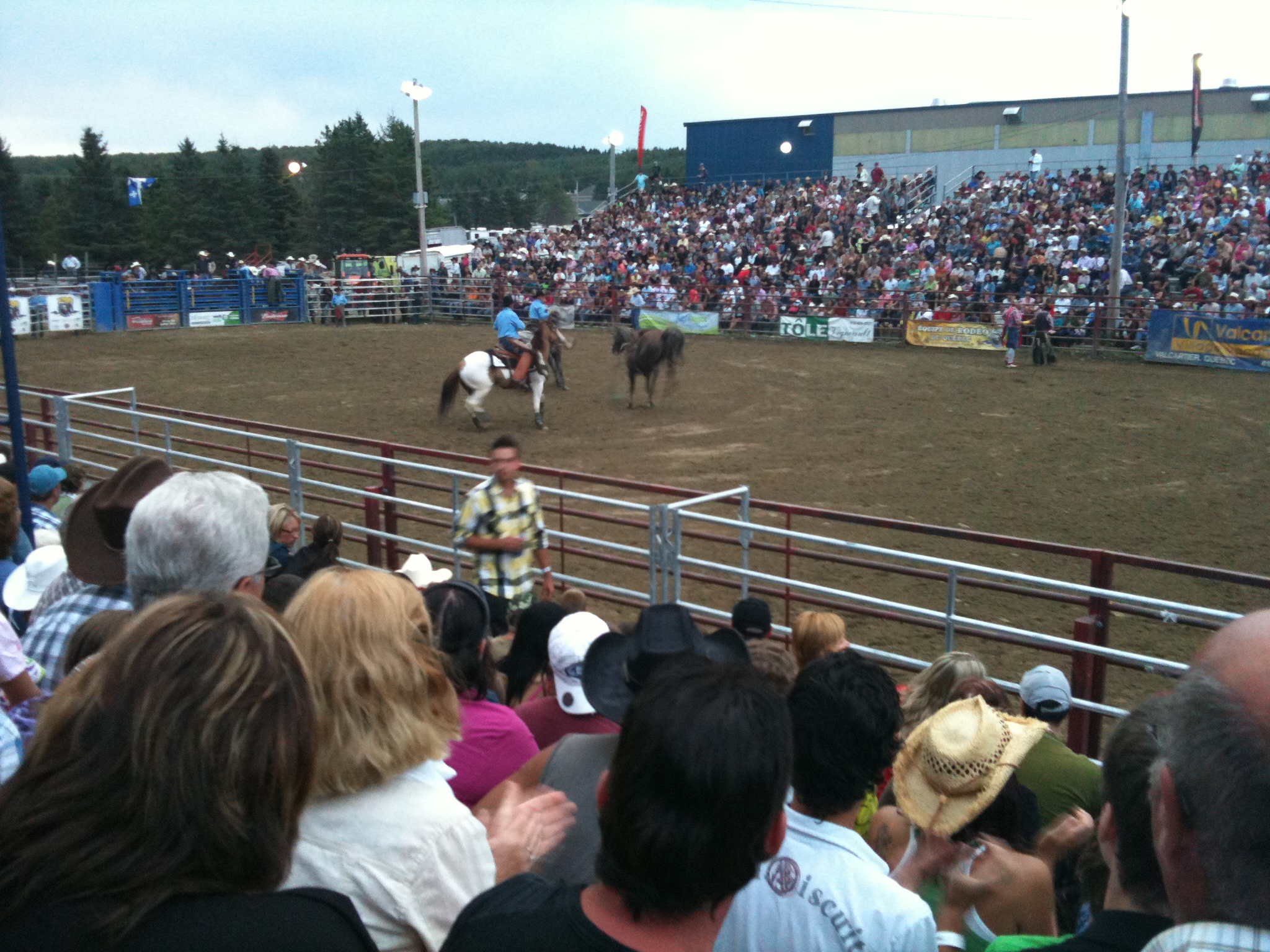
Rodéo pendant les Festivités Western 2010
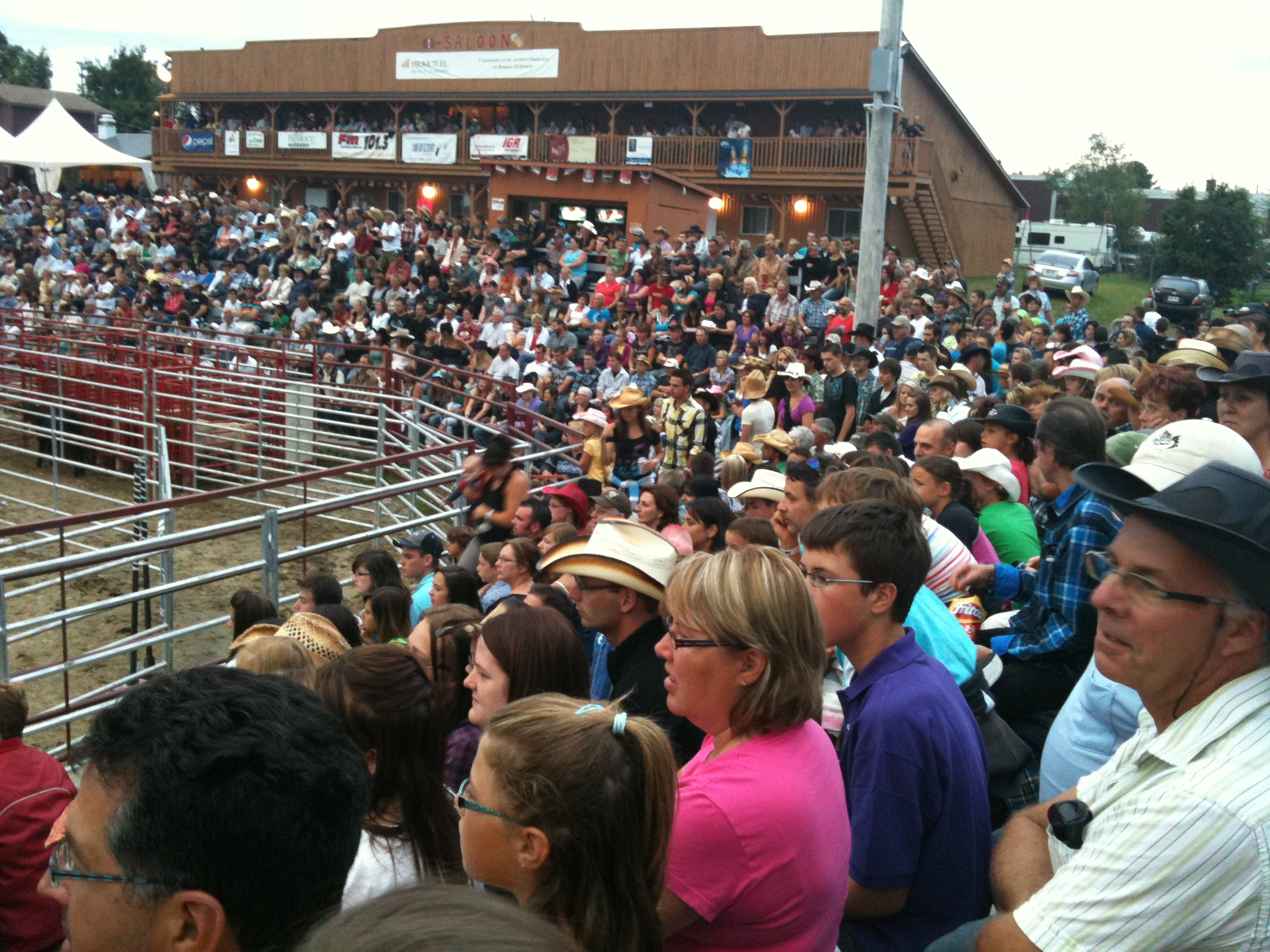
Saloon et assistance au rodéo, Festivités Western 2010
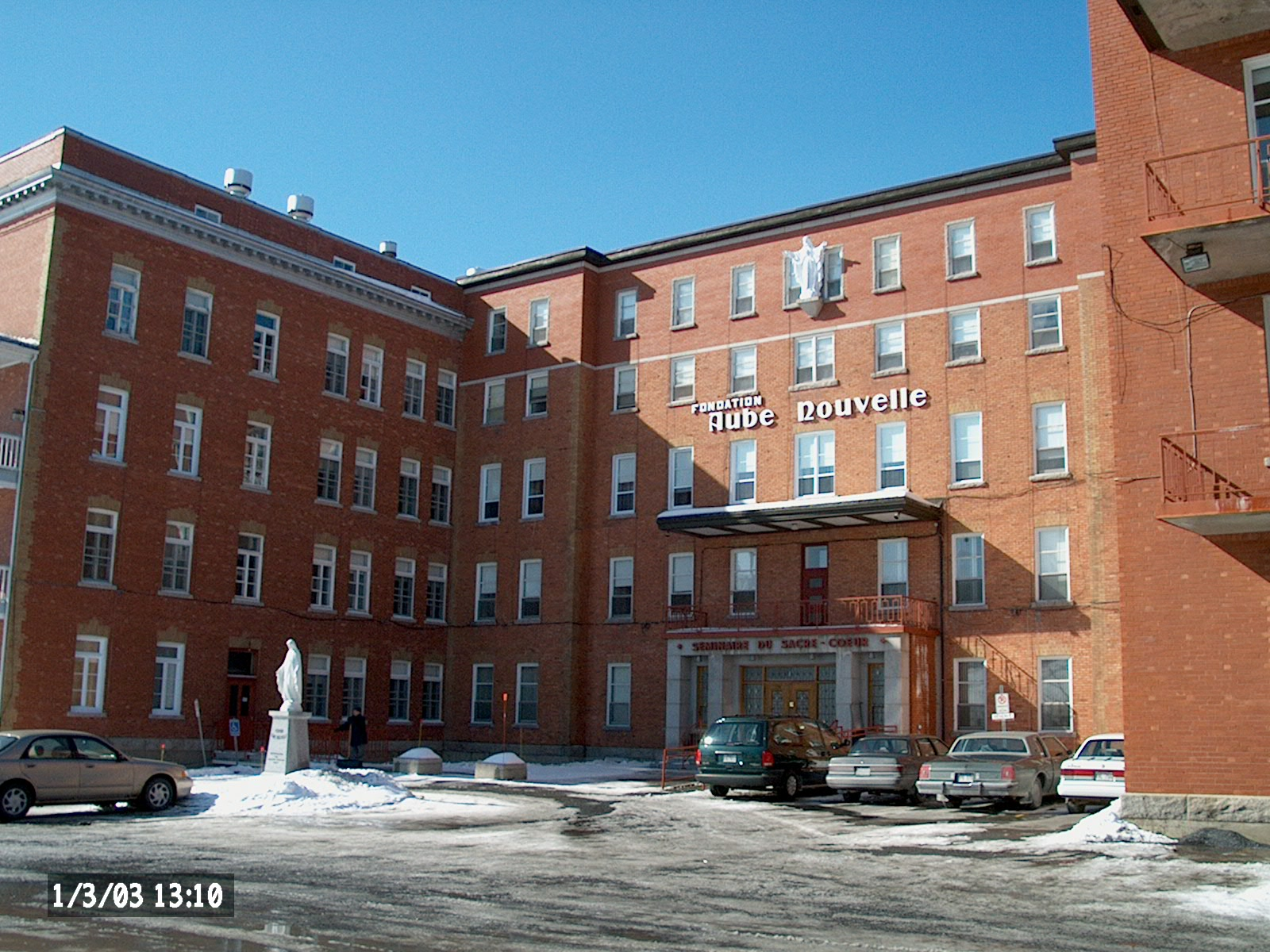
Séminaire du Sacré-Cœur, aujourd'hui résidence Aube Nouvelle